# João Justino Amaral dos Santos
João Justino Amaral dos Santos, ismertebb nevén: Amaral (Campinas, 1954. december 21. – São Paulo, 2024. május 31.) világbajnoki bronzérmes válogatott brazil labdarúgó, hátvéd.

## Pályafutása

### Klubcsapatban
1971 és 1978 között a Guarani FC játszott. 1978 és 1981 között a Corinthians játékosa volt, melynek színeiben 1979-ben Paulista bajnoki címet szerzett. 1982 és 1982 között a Santos csapatában szerepelt. 1982 és 1986 között Mexikóban szerepelt, 1982 és 1984 között a Club América, 1984 és 1986 között a CU de Guadalajara csapatában. 1987-ben a Blumenau együttesében fejezte be a pályafutását.  

### A válogatottban
1975 és 1980 között 40 alkalommal szerepelt a brazil válogatottban. Részt vett az 1978-as világbajnokságon, illetve tagja volt az 1975-ös és az 1979-es Copa Américán résztvevő válogatott keretének is. 

## Sikerei, díjai

### Játékosként
Corinthians
- Paulista bajnok (1): 1979

Club América
- Mexikói bajnok (1): 1983–84

Brazília
- Világbajnoki bronzérmes (1): 1978